# Carpe à grosse tête
Hypophthalmichthys nobilis, carpe marbrée
Espèce
Statut de conservation UICN

 DD  : Données insuffisantes
La Carpe à grosse tête (Hypophthalmichthys nobilis),carpe marbrée ou carpe asiatique, est un poisson de la famille des Cyprinidae. Cette espèce, originaire d'Asie, a été introduite en Amérique du Nord dans le but de lui faire manger les algues des bassins ; mais elle devenue invasive et pose de graves problèmes écologiques. Il mesure généralement 60 cm et pèse 26 kg.

## Comportement
Elle peut faire des sauts de 3 mètres de haut dès qu'elle se sent menacée (bruit de moteur de hors bord, d'explosion, flash de lumière la nuit... Elle peut retomber sur des humains à bord de bateaux et les cogner violemment.

## Espèce invasive
En Amérique du Nord après son introduction par des pisciculteurs et propriétaires de pièces d'eau eutrophes ou eutrophisées et encombrées d'algues, afin de les nettoyer, elle s'est rapidement propagée dans une grande partie des lacs, bassins, fleuves et rivières. Sa reproduction massive (environ 3 millions d’œufs par an) fait que son expansion ne peut être maitrisée.
Elle peut menacer d'autres espèces des poissons. Elle a ainsi fait disparaître des poissons de quelques milieux tels que des poissons-chats à cause de son alimentation (algues et œufs en suspension).